# Баст (Башка Вода)
Баст је насељено место у саставу општине Башка Вода, Сплитско-далматинска жупанија, Република Хрватска.

## Историја
До територијалне реорганизације у Хрватској налазио се у саставу старе општине Макарска.

## Становништво
На попису становништва 2011. године, Баст је имао 126 становника.
| Број становника по пописима | Број становника по пописима | Број становника по пописима | Број становника по пописима | Број становника по пописима | Број становника по пописима | Број становника по пописима | Број становника по пописима | Број становника по пописима | Број становника по пописима | Број становника по пописима | Број становника по пописима | Број становника по пописима | Број становника по пописима | Број становника по пописима | Број становника по пописима |
| --------------------------- | --------------------------- | --------------------------- | --------------------------- | --------------------------- | --------------------------- | --------------------------- | --------------------------- | --------------------------- | --------------------------- | --------------------------- | --------------------------- | --------------------------- | --------------------------- | --------------------------- | --------------------------- |
| 1857                        | 1869                        | 1880                        | 1890                        | 1900                        | 1910                        | 1921                        | 1931                        | 1948                        | 1953                        | 1961                        | 1971                        | 1981                        | 1991                        | 2001                        | 2011                        |
| 351                         | 0                           | 314                         | 350                         | 378                         | 450                         | 0                           | 461                         | 455                         | 453                         | 421                         | 274                         | 180                         | 158                         | 136                         | 126                         |

Напомена: У 1869. и 1921. подаци су садржани у насељу Башка Вода.

### Попис1991.
На попису становништва 1991. године, насељено место Баст је имало 158 становника, следећег националног састава:
| Попис 1991.‍  | Попис 1991.‍  | Попис 1991.‍ | Попис 1991.‍ | Попис 1991.‍ |
| ------------ | ------------ | ----------- | ----------- | ----------- |
|              |              |             |             |             |
| Хрвати       | Хрвати       |             | 150         | 94,93%      |
| Немци        | Немци        |             | 2           | 1,26%       |
| Муслимани    | Муслимани    |             | 1           | 0,63%       |
| Словенци     | Словенци     |             | 1           | 0,63%       |
| Срби         | Срби         |             | 1           | 0,63%       |
| неопредељени | неопредељени |             | 2           | 1,26%       |
| непознато    | непознато    |             | 1           | 0,63%       |
| укупно: 158  |              |             |             |             |